# Politique étrangère de la Mongolie
Indépendante de la Chine en 1921, la Mongolie, devenue une République populaire en 1924, a été proche de l'Union soviétique jusqu'au changement de régime survenu en 1990. La cheffe de la diplomatie mongole est Battsetseg Batmunkh (en) depuis janvier 2021.

## Relations avec l'Asie

### Relations avec l'Asie-Pacifique

#### Relations avec la Chine
La République populaire mongole devient l'un des alliés les plus proches de la Chine après la victoire des communistes en 1949. Toutefois, après la rupture sino-soviétique à la fin des années 1950, la Mongolie s'aligne sur l'URSS et demande au gouvernement soviétique l'envoi de troupes de l'Armée rouge sur son territoire, conduisant à des préoccupations de la Chine. Un traité sur la frontière est mis au point en 1962.
En 1980, les tensions s'apaisent et le premier ministre chinois Li Peng signe un traité d'amitié et de coopération en 1994 avec la Mongolie.La Chine est le premier partenaire économique de la Mongolie et de nombreux hommes d'affaires chinois investissent en Mongolie. La Mongolie est un membre observateur de l'Organisation de coopération de Shanghai depuis 2004.

##### Relations avec le Tibet
Un Traité d'amitié et d'alliance entre le Gouvernement de Mongolie et le Tibet a été signé sur le 2 février 1913, à Ourga (maintenant Oulan-Bator). 
Après la chute de la dynastie mandchoue en 1911, le Tibet et la Mongolie ont tous deux déclaré leur indépendance formelle, qui n’a cependant pas été reconnue officiellement par la République de Chine. Dans le traité, la Mongolie et le Tibet déclaraient leur reconnaissance et fidélité mutuelles. Les représentants mongols ayant signé le traité furent le ministre des affaires étrangères Da Lama Ravdan et le général Manlaibaatar Damdinsüren (en). Le représentant tibétain qui a signé ce document fut Gendun-Galsan un citoyen tibétain, en outre Agvan Dorjiev, un Bouriate, Chijamts, a aussi signé ce document.
Le 14e Dalaï Lama a fait 5 visites à Oulan-Bator. Pour sa première visite en septembre 1991, 700 000 personnes étaient présentes. La Chine, à qui la Mongolie fournit notamment du cuivre, est son principal partenaire commercial. Les relations bilatérales se seraient tendues après chaque visite du 14e Dalaï Lama à Oulan-Bator. Par exemple, lors de la dernière visite du Lama tibétain, en août 2006, une interruption des liaisons ferroviaires avec la Chine a duré plusieurs jours.[réf. nécessaire]
Le ministre des affaires étrangères de Mongolie ouvre une conférence de l'Union internationale de la jeunesse socialiste (IUSY) du 8 au 10 juin 2007. Au cours de cette conférence une résolution acceptant le Tibet comme État indépendant est passée.

#### Relations avec Taïwan
Le 25 octobre 1971, la Mongolie se prononce en faveur de la résolution 2758 de l'Assemblée générale des Nations unies, qui sera alors adoptée, actant l'intégration de la république populaire de Chine aux Nations unies aux dépens de la république de Chine.
En 2002, dans l'optique de promouvoir leurs relations bilatérales, la Mongolie et Taïwan établissent un accord conduisant à l'établissement d'un bureau de représentation dans chacune de leurs capitales. À cette occasion, le ministère des Affaires étrangères, alors dirigé par le ministre Eugene Chien (en), décide le 3 octobre d'exclure le territoire de la Mongolie des limites de la carte officielle de la république de Chine et de reconnaître son indépendance.

#### Relation avec la Corée du Nord
Une délégation mongole, conduite par le président Natsagiyn Bagabandi, a visité la Corée du Nord du 21 au 23 décembre 2005. Une délégation parlementaire mongole s'est aussi rendue à Pyongyang en décembre 2006, reçue notamment par les députés nord-coréens Kim Wan-su et Pak Kyu-hong[réf. nécessaire].

## Relations avec les pays européens et occidentaux

### Relations avec l'Union européenne

#### Relations avec la France
Au début des années 2010, porté par l'envol du prix des matières premières, la Mongolie connait une période de faste économique (17 % de croissance en 2011). Cette vitalité économique a pour conséquence de faire décoller les importations de produits français et de renforcer l’appétence des investisseurs pour ce pays d'Asie (notamment dans le secteur énergétique et minier). En 2013, le ministre des affaires étrangères français, Laurent Fabius effectue une visite très remarquée en Mongolie, permettant de renforcer le dialogue de haut niveau, et les accords de partenariats entre les deux pays. Depuis les rencontres entre dirigeants se font plus fréquentes, et les échanges économiques ont augmenté. La France cherche à maintenir et renforcer par différents moyens, qu'ils soient diplomatiques, culturels, scientifiques ou commerciaux, sa position parmi les « troisièmes voisins » de la Mongolie. Un accord de partenariat et de coopération entre l’UE et la Mongolie (signé en avril 2013 et ratifié par la France depuis) est entré en vigueur en novembre 2017, avec pour objectifs de renforcer les échanges économiques entre les signataires
Toutefois, les relations entre les deux pays demeurent modestes et l’intérêt de la France pour la Mongolie reste dépendant de la bonne santé de l'économie mongole (en témoigne la baisse des exportations depuis le ralentissement de l'économie mongole en 2017).
En 2019, la France est la quatrième source européenne d'investissements directs à l'étranger à destination de la Mongolie.
Le 21 mai 2023, Emmanuel Macron, de retour après le sommet du G7 au Japon, fit la première visite d'un président de la république en Mongolie. Le chef de l'État rencontra son homologue Ukhnaagiin Khürelsükh, le premier ministre  Luvsannamsrai Oyun-Erdene et visita le musée Gengis-Khan, qui doit prêter une partie de sa collection au muséum de Nantes. La rencontre se porte sur des échanges bilatéraux de coopérations économiques, la décarbonation du pays et la diplomatie, la Mongolie étant proche de la Russie et de la Chine face à la guerre russo-ukrainienne

#### Relations avec l'Allemagne
Historiquement, la République populaire mongole avait des relations importantes avec la République démocratique allemande. Leurs relations ont été établies le 13 avril 1950.
En 1957, près de 50 étudiants mongoles, dont  Dashdorjiin Natsagdorj (le père de la littérature mongole moderne), furent envoyés en Allemagne et en France pour y être formé. La Mongolie établit des relations avec la République fédérale allemande le 31 janvier 1974,.
Depuis la réunification allemande et la chute du communisme, de nombreuses visites par des politiciens et des délégations allemandes et mongoles ont eu lieu. L'Allemagne est, avec le Royaume-Uni, le premier partenaire commercial de la Mongolie dans l'Union européenne.

#### Relations avec la Croatie
La Croatie et la Mongolie ont officiellement établi des relations diplomatiques le 10 mars 1993. En 2007, les deux pays signent un mémorandum de coopération affirmant leur volonté de renforcer leurs liens économiques et culturels.
En 2008, le président croate Stipe Mesić s'est rendu pour la première fois en Mongolie, suite l'invitation du président mongol Nambaryn Enkhbayar  qui a déclaré que la Mongolie soutiendrait la candidature de la Croatie au Conseil de sécurité des Nations unies. Mesić et Enkhbayar sont convenus qu'il y avait « de grandes possibilités de coopération dans de nombreux domaines, y compris l'éducation, l'exploitation des ressources pétrolières, le développement des infrastructures, la recherche sur les ressources en eau et les exportations de médicaments ».  En Mongolie, le président Mesić a également rencontré la première ministre mongole, Sanjaa Bayar, et le président du Parlement, Danzangin Lundejantsan.
En octobre 2011, le président de la Mongolie, Tsakhia Elbegdorj, s'est rendu en Croatie et a signé un mémorandum d'accord entre l'Agence croate de promotion du commerce et de l'investissement et l'Agence mongole de commerce extérieur et d'investissement. 

#### Relations avec le Vatican
En septembre 2023, le pape François se rend à Oulan-Bator pour rencontrer la communauté catholique de Mongolie, environ 1 400 fidèles sur les 3 millions d'habitants du pays. Accueilli par une foule enthousiaste, il rend également visite à l'évêque Giorgio Marengo, le plus jeune cardinal de l'Église catholique (49 ans) résident dans la capitale mongole.

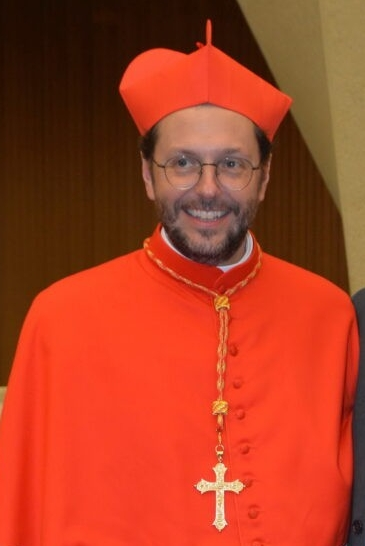
Le cardinal italien Giorgio Marengo, préfet apostolique élu d'Oulan-Bator depuis le 2 avril 2020.

#### Relations avec la Norvège
Les relations diplomatiques entre la Mongolie et la Norvège ont été établies le 11 janvier 1968.

### Relations avec les États-Unis
En juillet 2024, la ministre mongole des Affaires étrangères Batmunkh Battsetseg se rend à Washington pour rencontrer le secrétaire d’État américain Antony Blinken et lancer un « dialogue stratégique ». Le mois suivant, ce dernier se rend à son tour en Mongolie qu'il qualifie de « partenaire central » des États-Unis.

## Statut de zone exempte d’armes nucléaires de la Mongolie
En 1992, le Président de la Mongolie Punsalmaagiyn Ochirbat a annoncé que son pays envisageait de devenir un « pays-zone exempte d'arme nucléaire ». Les changements géopolitiques engendrés par la chute de l'Union soviétique et, en particulier pour le pays, le retrait des troupes russes de son territoire, ont donné à Oulan-Bator l'opportunité de proclamer sa neutralité politique.
Bien que peu orthodoxe, l'initiative mongole de devenir une zone exempte d'arme nucléaire a été bien accueillie tant par ses voisins russe et chinois que l'ensemble de la communauté internationale. Jusqu'alors, les zones exemptes d'armes nucléaires étaient composées de groupes de pays bien que l'option d'une zone à un seul pays avait été reconnue depuis longtemps. Ainsi, la résolution 3261 F de l'Assemblée générale des Nations unies prévoit une telle possibilité.

## Neutralité
Autrefois partie intégrante de l'empire mongol de Gengis Khan, la Mongolie dépend de la Russie pour ses importations d'énergie et de la Chine pour l'exportation de ses matières premières. Elle s'est néanmoins engagée dans une politique de « troisième voisin », renforçant ses relations avec d'autres nations dont les États-Unis, le Japon et la Corée du Sud.
Depuis le virage démocratique, plusieurs gouvernements mongols voulurent proclamer pour l'État un statut de pays perpétuellement neutre et une doctrine de non-ingérence, afin de satisfaire ses deux voisins. Ce positionnement reste clivant et est mis à l'épreuve face à Taïwan (la Mongolie soutient la Chine unique), le Tibet (le Dalaï-Lama est rarement invité), les exactions contre la minorité mongole en Mongolie-Intérieure ou le conflit russo-ukrainien (le pays vote neutre à l'ONU pour la condamnation de l'intervention militaire).

## Diversification des relations de la Mongolie

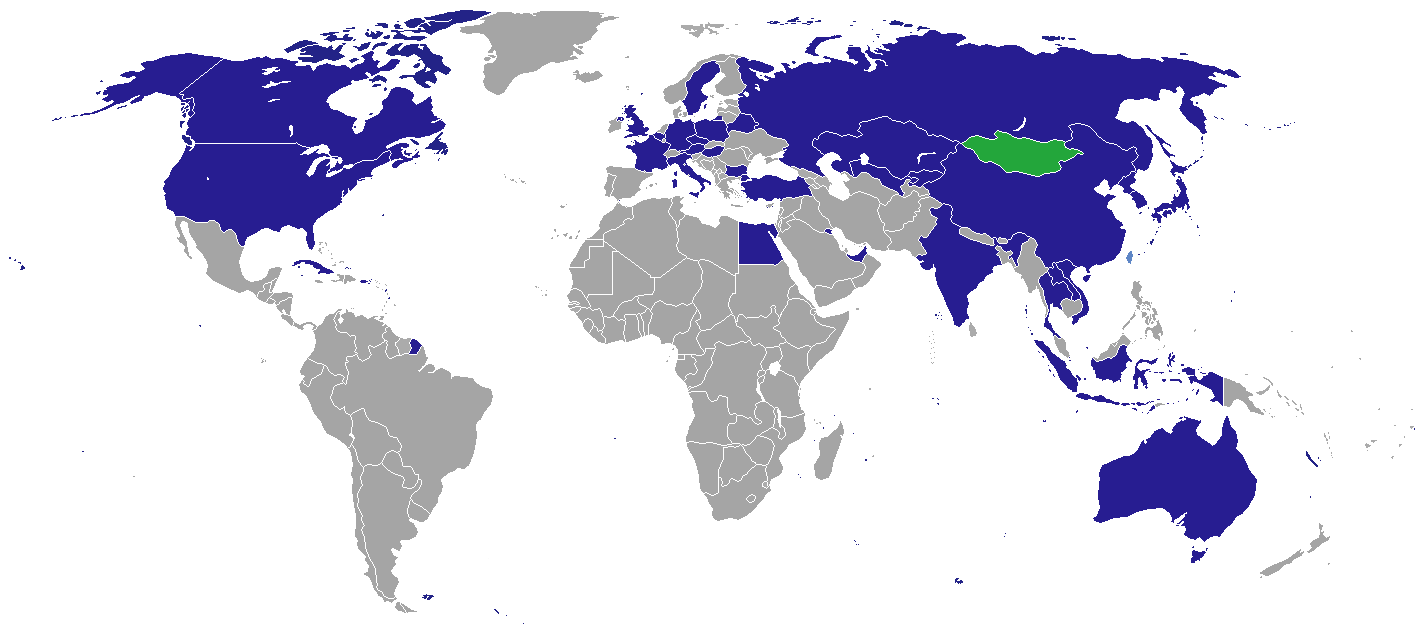
Missions diplomatiques de la Mongolie.

Depuis 1990, la Mongolie cherche à diversifier des relations internationales en se démarquant de ses deux puissants voisins, la Chine et la Russie. Cette politique est théorisée comme la stratégie du troisième voisin.
Le Japon, la Corée du Sud et les États-Unis apportent une importante aide au développement. Le Japon, dont l'aide cumulée dépasse 2 milliards de dollars depuis 1990, est le premier donateur.
Des liens étroits ont été noués avec les États-Unis : en février 2007, un contingent mongol de 130 hommes combattait en Irak ; en novembre 2005, George W. Bush a été le premier président américain en activité à se rendre en Mongolie dans le cadre d'une visite officielle.
Le président mongol Nambaryn Enkhbayar a effectué une visite officielle à Paris en février 2007.